# Ковадонга
Ковадо́нга (ісп. Covadonga) — парафія і поселення в Іспанії, у муніципалітеті Кангас-де-Оніс. Входить до складу Астурії. Віддалена від муніципального центру на 7,5 км. Частина національного парку Пікос-де-Еуропа. Відома завдяки битві під Ковадонгою (722), першій перемозі християн у Реконкісті.
На його площі, що становить 2,54 км², живе 70 мешканців (2004). Це селище розташоване на схилі гори Аусева на висоті 257 метрів над рівнем моря.

## Видатна пам'ятка культури
В Ковадонзі міститься найпопулярніша пам'ятка культури провінції Астурія. Це храм Ковадонзької Діви, побудований у пам'ять про битву під Ковадонгою.

### Священна печера Ковадонги
В священній печері Кавадонги міститься капличка із зображенням Ковадонзької діви, а також могила дона Пелайо. Вважається, що саме тут переховувалися дон Пелайо та його люди під час Ковадонзької битви.

### Базиліка святої Марії в Кавадонзі
Поруч з печерою розташована Базиліка святої Марії. Ідея її створення, яку між 1877 і 1901 роками втілював в життя архітектор на ім'я Федеріко Апарісі, належить Роберту Фрасінеллі. Базиліка відноситься до неоромантичного стилю та повністю побудована з рожевого вапняку.

### Площа Базиліки
На площі Базиліки розташовані:
- Міська рада
- Бронзова статуя дона Пелайо, створена в 1964 році скульптором Едуардо Сарагосою.
- «La Campanona», дзвін висотою 3 метри і вагою 4000 кг. Цей дзвін був вилитий у 1900 році в селищі Фельгера італійським скульптором Сортіні на замовлення графа Луі Гомеса Ереро. Цей дзвін є володарем першого призу на Міжнародній паризькій виставці в 1900.
- А також обеліск, встановлений герцогами Монпенс'єру на місці, де було короновано дона Пелайо.

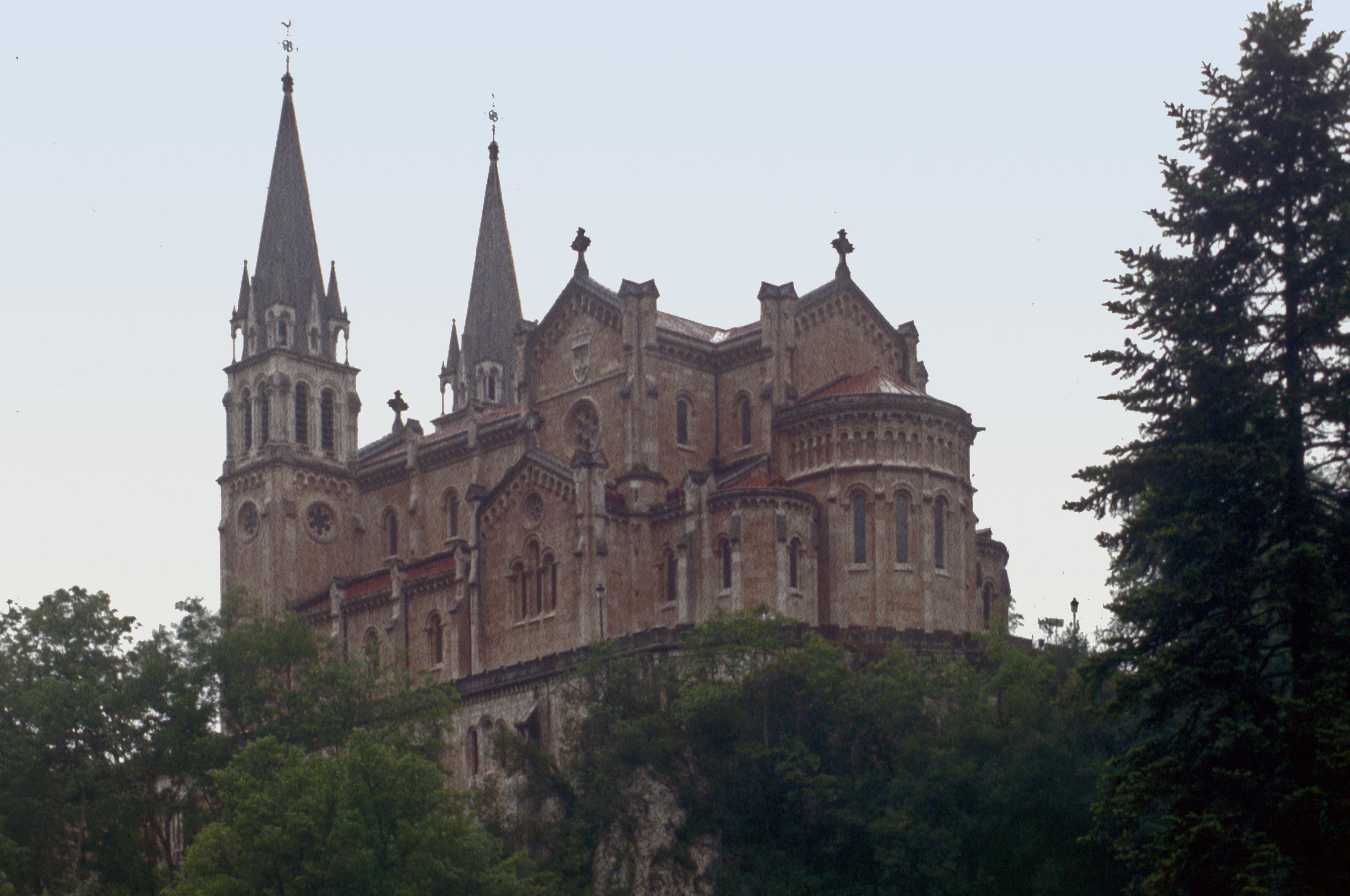
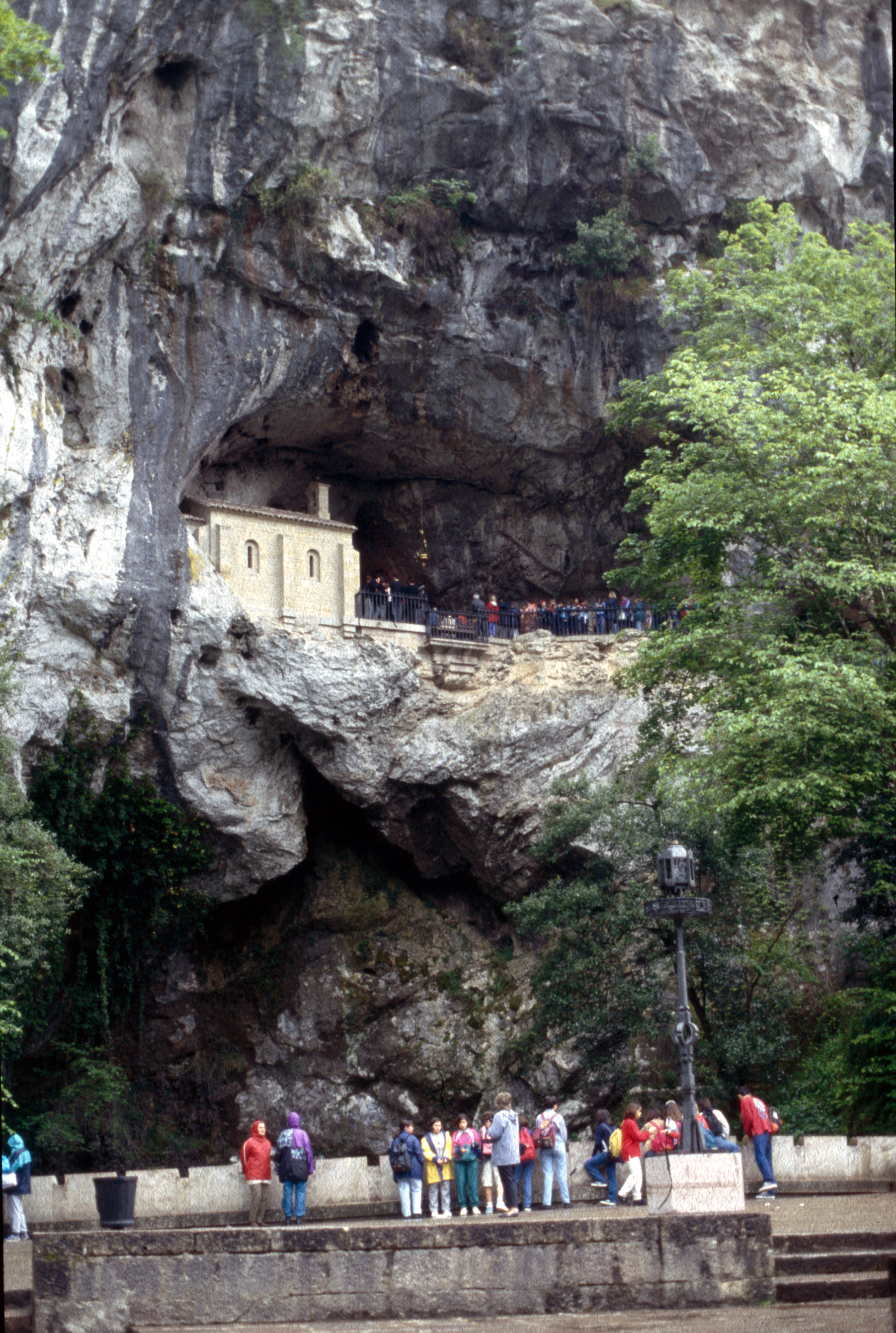
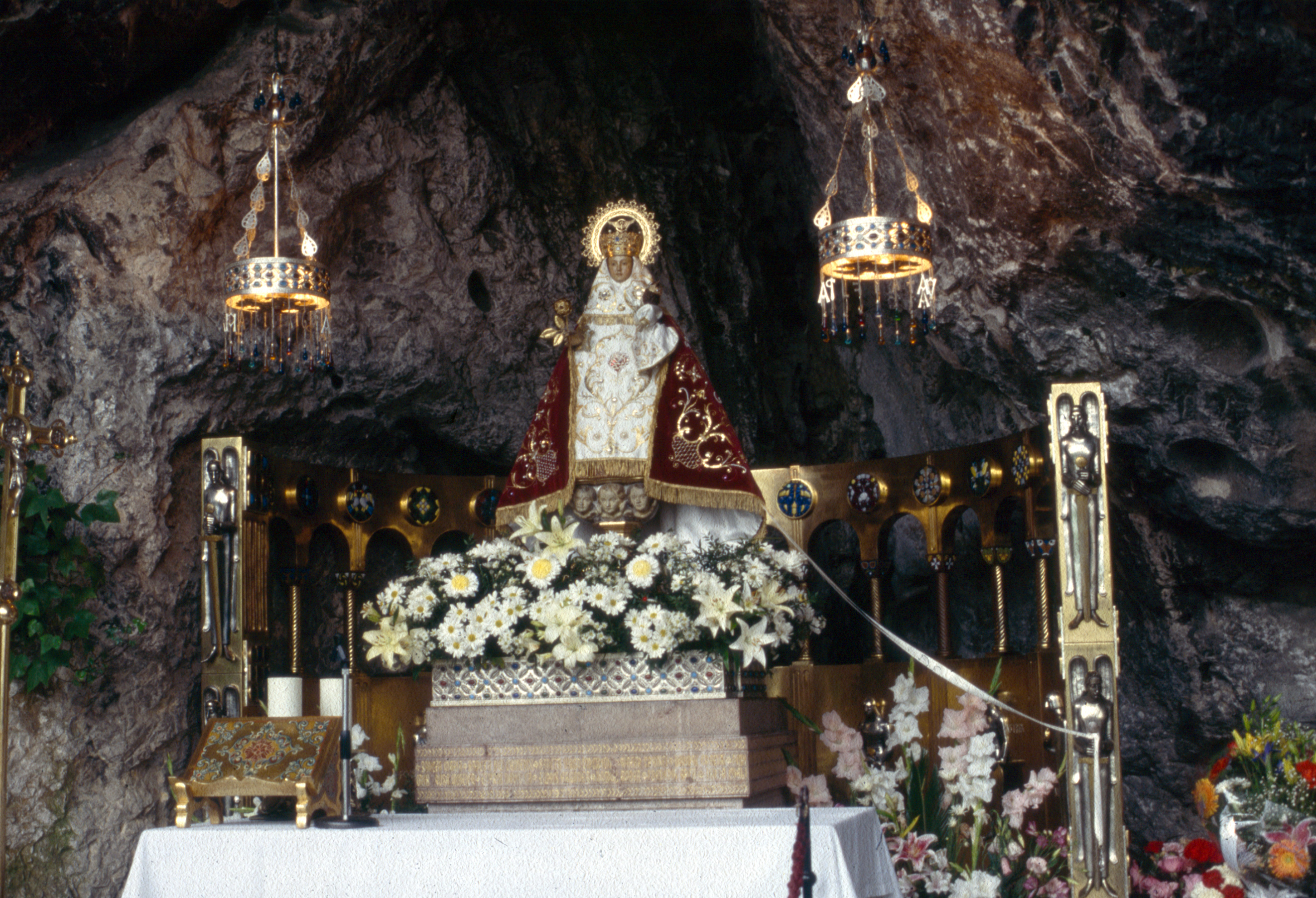
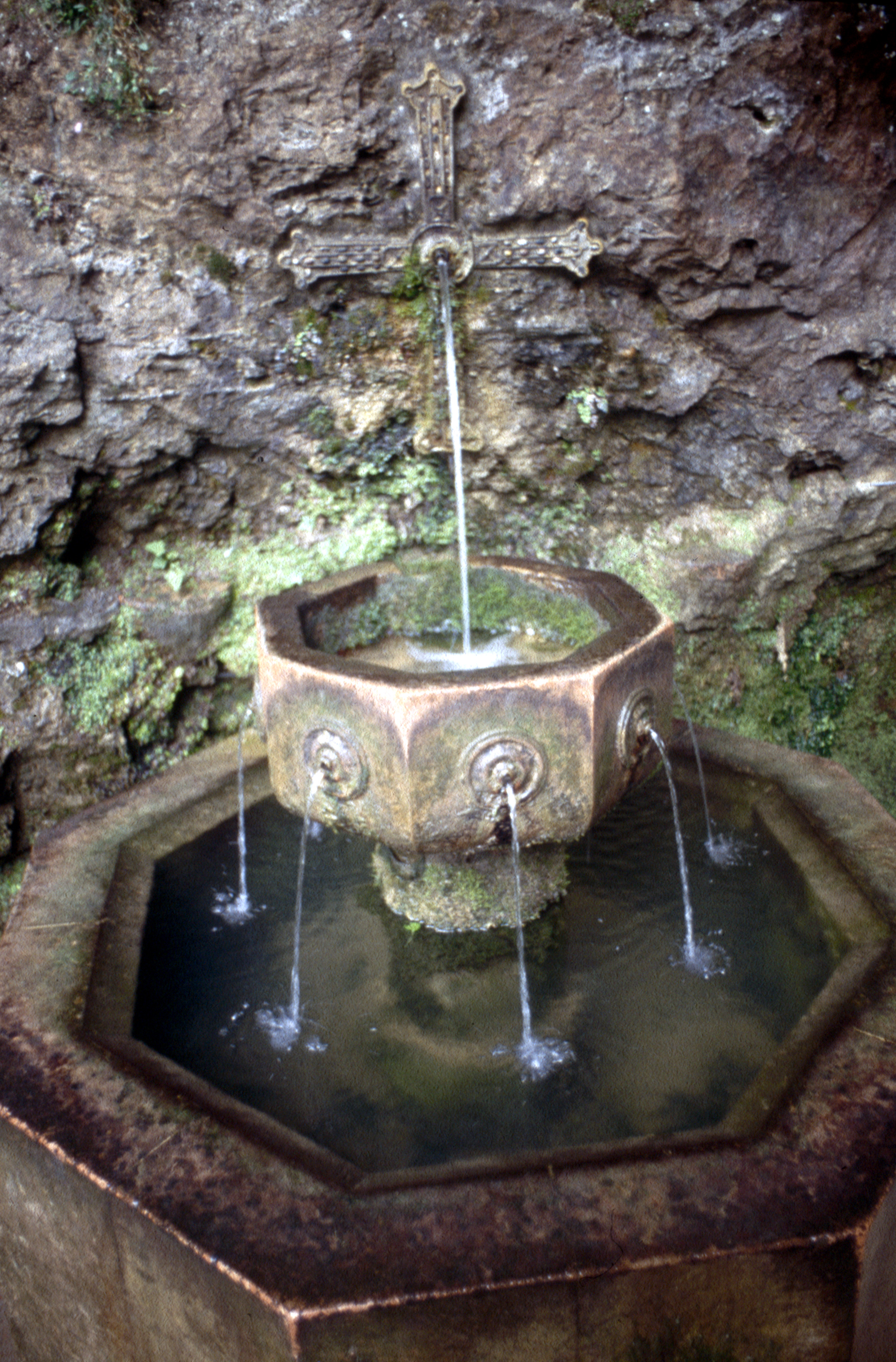

## Королі, поховані в Ковадонзі
В Святій Печері знаходяться могили астурійських королів:
- Пелайо
- Альфонсо I.

## Природа
22 липня 1918 року на честь 1200-ї річниці Ковадонзької битви було створено Національний парк гори Ковадонга, який став першим Національним парком Іспанії. Після його розширення в 1995 році він отримав назву Національний парк Пікос-де-Еуропа.
В цьому районі розташований найдовший Західний Масив Пікос-де-Еуропа, найвища точка якого сягає висоти 2.596 метрів. На території цього масиву розташовані Ковадонзькі озера, що є загальною назвою для озера Енол та озера Ерсіна.

## Спорт
Також Ковадонга відома у велоспорті, адже з 1983 року навколо Кавадонзьких озер проводиться фінальний етап велосипедних перегонів Іспанії.